# Hamaguchi Osachi
Det här är en artikel om en person med japanskt personnamn; Hamaguchi är familjenamnet.
Hamaguchi Osachi, född 1870, död 1931, var en japansk politiker. Han var Japans premiärminister mellan 1929 och 1931. 